# Cantón de Monségur
El cantón de Monségur era una división administrativa francesa, que estaba situada en el departamento de Gironda y la región de Aquitania.

## Composición
El cantón estaba formado por quince comunas:
- Castelmoron-d'Albret
- Cours-de-Monségur
- Coutures
- Dieulivol
- Landerrouet-sur-Ségur
- Le Puy
- Mesterrieux
- Monségur
- Neuffons
- Rimons
- Roquebrune
- Sainte-Gemme
- Saint-Sulpice-de-Guilleragues
- Saint-Vivien-de-Monségur
- Taillecavat

## Supresión del cantón de Monségur
En aplicación del Decreto nº 2014-192 de 20 de febrero de 2014, el cantón de Monségur fue suprimido el 22 de marzo de 2015 y sus 15 comunas pasaron a formar parte del nuevo cantón de La Réole y las Bastidas.